# Dušan Petković
Dušan Petković (n. Belgrado, Serbia; 13 de junio de 1974) es un futbolista serbio que se desempeñaba como defensor.

## Clubes
| Club                 | País     | Año         |
| -------------------- | -------- | ----------- |
| OFK Belgrado         | Serbia   | 1992 - 1995 |
| RCD Mallorca         | España   | 1995        |
| Écija Balompié       | España   | 1995 - 1996 |
| OFK Belgrado         | Serbia   | 1996 - 1997 |
| Yokohama F. Marinos  | Japón    | 1997 - 1998 |
| OFK Belgrado         | Serbia   | 1999 - 2001 |
| VfL Wolfsburgo       | Alemania | 2001 - 2002 |
| 1. FC Nürnberg       | Alemania | 2002 - 2003 |
| VfL Wolfsburgo       | Alemania | 2003 - 2004 |
| Spartak de Moscú     | Rusia    | 2004        |
| OFK Belgrado         | Serbia   | 2005 - 2006 |
| FC Saturn Ramenskoye | Rusia    | 2006 - 2007 |